# Nemaliales
Ordre
L'ordre des Nemaliales est un ordre d'algues rouges de la sous-classe des Nemaliophycidae, dans la classe des Florideophyceae. 

## Liste des familles
Selon AlgaeBase (23 août 2016) :

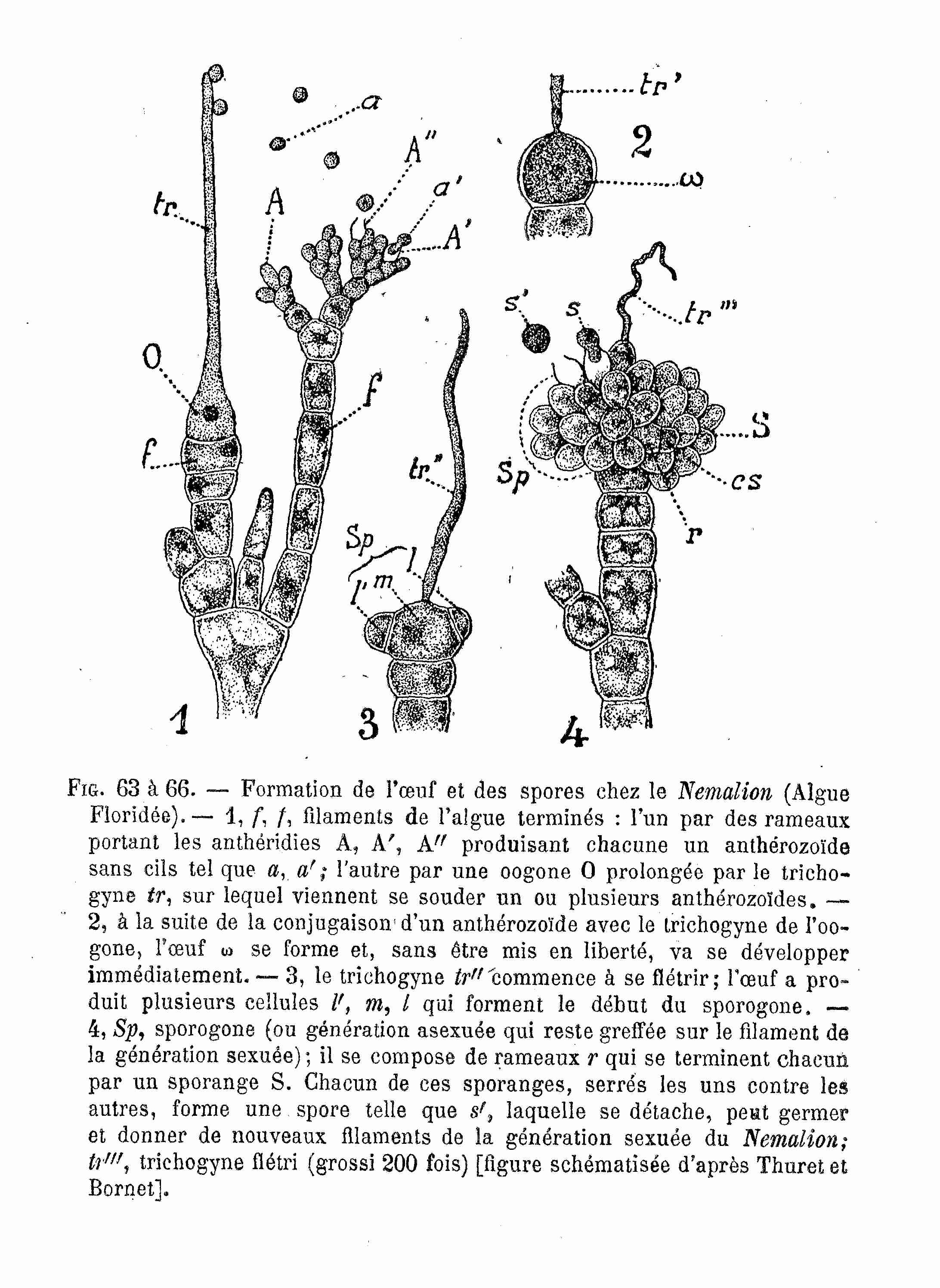
Formation de l'œuf et des spores chez Nemalion.

- famille des Galaxauraceae P.G.Parkinson
- famille des Liagoraceae Kützing
- famille des Liagoropsidaceae Showe M.Lin, Rodríguez-Prieto & Huisman
- famille des Nemaliaceae (Farlow) De Toni & Levi
- famille des Scinaiaceae J.M.Huisman, J.T.Harper & G.W.Saunders
- famille des Yamadaellaceae Showe M. Lin, Rodríguez-Prieto & Huismann

Selon BioLib (23 août 2016) :
- famille des Acrochaetiaceae
- famille des Batrachospermaceae
- famille des Bonnemaisoniaceae
- famille des Galaxauraceae P. G. Parkinson
- famille des Gelidiaceae Kütz.
- famille des Gelidiellaceae
- famille des Helminthocladiaceae
- famille des Lemaneaceae
- famille des Naccariaceae
- famille des Thoreaceae
- famille des Wurdemanniaceae

Selon ITIS (23 août 2016) :
- famille des Galaxauraceae
- famille des Liagoraceae

Selon World Register of Marine Species (23 août 2016) :
- famille des Chaetangiaceae
- famille des Galaxauraceae P.G. Parkinson, 1983
- famille des Helminthocladiaceae
- famille des Liagoraceae Kützing, 1843
- famille des Scinaiaceae